# 天主教塞维利亚总教区
天主教西維爾總教區（拉丁語：Archidioecesis Hispalensis）是羅馬天主教在西班牙南部設立的一個總教區，主教座堂設在西維爾的西維爾主教座堂。

## 歷史
教區於3世紀成立，4世紀升格為總教區。歷史上是美洲很多總教區的母教會。

## 現況
總教區於2011年時有1,902,000名教友（佔轄區總人口1,912,000人口中99.5%）、260個堂區、681名司鐸、54名執事、416名修士和1,914名修女。
現任總主教為若望·若瑟·阿森霍-佩萊格里納，榮休總主教為嘉祿·阿米戈·巴列霍樞機。

## 附屬教區
總教區附屬教區有加的斯暨休達教區、加那利群島教區、科爾多瓦教區、韋爾瓦教區、赫雷斯德拉弗龍特拉教區及聖克里斯托瓦爾-德拉拉古納教區。